# Dave Sullivan

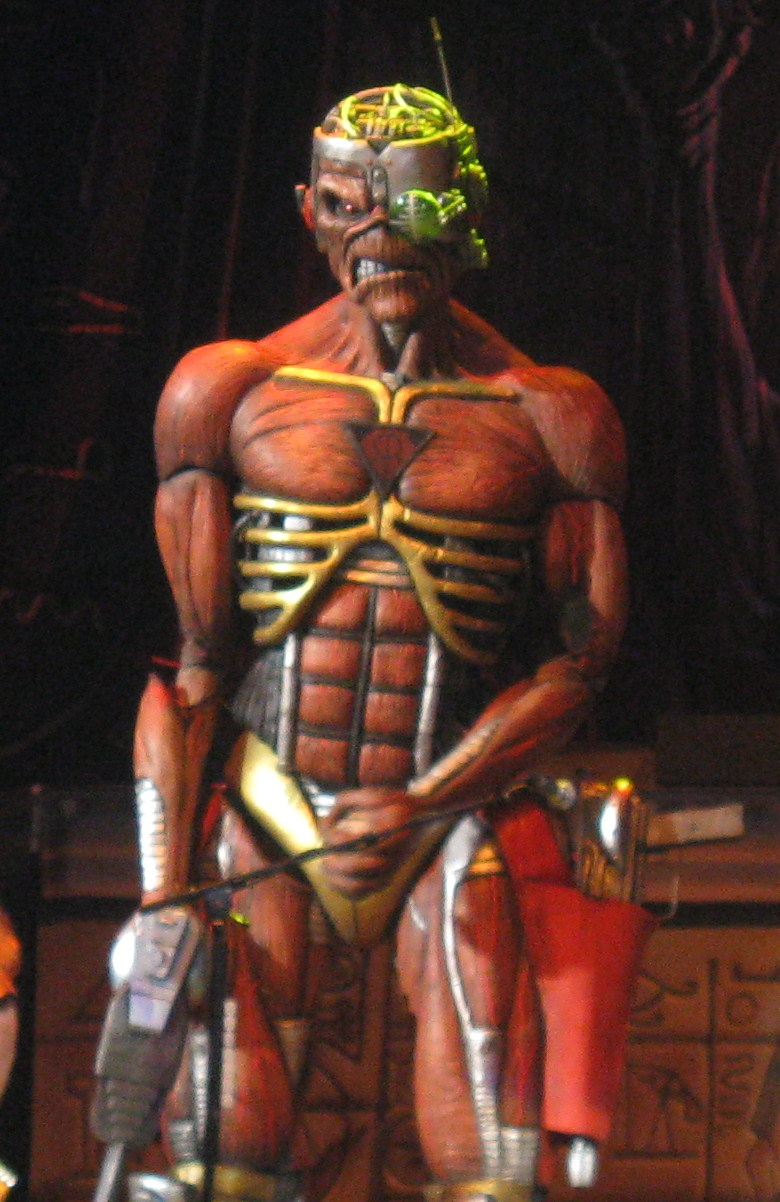
Eddie the Head o Edward the Head, és el personatge que ha acompanyat a la banda des del seu començament a tots els concerts, també apareix a totes les portades dels seus albums.

Dave Sullivan va ser un dels components inicials de la famosa banda de heavy metal anglesa Iron Maiden. El seu període d'activitat a la banda originària de Londres va ser del 1975 fins al 1976. El poc temps que va estar a la banda va compartir el treball de guitarrista amb Terry Rance i després amb Bob Sawer, fins que va ser reemplaçat per Dennis Startton amb qui gravarien l'àlbum d'estudi homònim i que després seria reemplaçat per Adrian Smith. La seva vida com ha artista no ha set gaire reconeguda.
El DVD "The History of Iron Maiden: The Early Days" es fa una referència a Dave Sullivan, recordant els primers moments de la banda, Iron Maiden.